# Музей имени Владислава Оркана (Рабка-Здруй)
Музей имени Владислава Оркана (пол. Muzeum im. Władysława Orkana) — музей, находящийся в городе Рабка-Здруй, Малопольское воеводство, Польша. Музей экспонирует материалы, связанные с культурой польской этнографической группы гуралей, а также с жизнью и творчеством польского писателя Владислава Оркана. Музей находится на улице Владислава Оркана, дом 2 и располагается в деревянной церкви первой половины XVII века.

## История
Музей Владислава Оркана в Рабке-Здруе был организован Польским татранским обществом, которому в 1929 году была передана церковь святой Марии Магдалины для обустройства в ней музейной экспозиции. Музей был открыт в августе 1936 года. Первоначально музей располагался в башне храма.
В настоящее время в пяти помещения музея экспонируются материалы XIX и начала XX веков, связанные с культурой гуралей, живших в окрестностях горной системы Бескиды. В музее также представлены предметы, связанные с жизнью и творческой деятельностью Владислава Оркана и его матери сказительницы Катажины Смречинской.
Музей ежегодно организует цикл выставок под названием «Święta Kultury Góralskiej» (Праздники гуральской культуры) и «Święta Kultury Orkanowskiej» (Праздники оркановской культуры).

## Церковь святой Марии Магдалины
Церковь святой Марии Магдалины в городе Рабка-Здруй была построена в первой половине XVII века (1600—1606 года). Около церкви в 1621 году было заложено приходское кладбище. В 1634 году церковь святой Магдалины освятил краковский епископ Томаш Оборский.
Интерьер храма датируется XVII и XVIII веками. Боковые алтари XIX века сооружены в стилях барокко и необарокко. В боковых алтарях находятся иконы Пресвятой Троицы, святых Франциска Ассизского и Доминика. Орган находится в рабочем состоянии и датируется 1778 годом. Стены внутреннего интерьера украшены росписями 1802 года авторства Анджея Антакевича.
Церковь окружает каменная стена XVIII века стремя воротами. На территории храма находятся Крестный путь, сохранившиеся фрагменты старого кладбища и несколько деревьев, посаженные в 1637 году. Несколько старых дубов и лип в настоящее время являются памятниками природы.
Церковь святой Магдалины входит в туристический маршрут «Путь деревянной архитектуры» Малопольского воеводства..